# Paysage avec la tentation de saint Antoine
Paysage avec la tentation de saint Antoine est un tableau peint à l'huile sur toile par le peintre français du Baroque Claude Lorrain en 1637 ou 1638 pour le palais du Buen Retiro par commission de Philippe IV. Il est conservé actuellement au musée du Prado à Madrid.

## Historique de l'œuvre

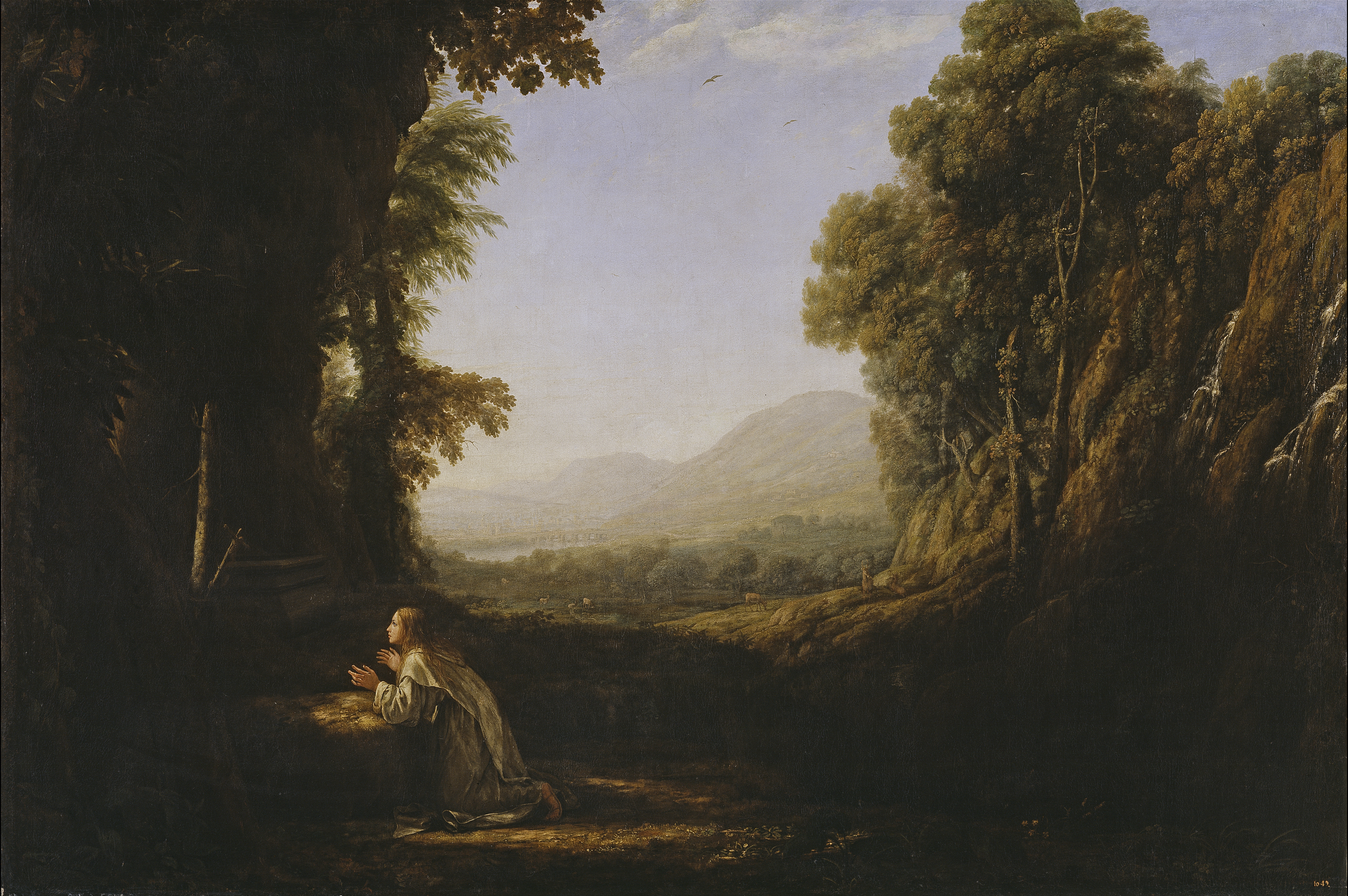
Paysage avec sainte Marie de Cervelló, son pendant.

Claude Lorrain est un peintre français établi en Italie. Appartenant à la période de l’art baroque, il s’inscrit dans le courant du classicisme français, dans lequel il excelle dans la peinture de paysage. Dans son œuvre, il reflète un nouveau concept dans l’élaboration du paysage en se basant sur des références classiques, le « paysage idéal », qui met en évidence une conception idéale de la nature et du monde intérieur de l’artiste. Cette façon de traiter le paysage lui donne un caractère plus élaboré et intellectuel et devient l’objet principal de la création de l’artiste, de la mise en forme de sa conception du monde, de son interprétation de sa poésie, qui évoque un espace idéal et parfait.
En 1635, Claude Lorrain reçoit une commande de Philippe IV pour le palais du Buen Retiro à Madrid, pour décorer la Galerie des Paysages, avec des artistes contemporains dont Nicolas Poussin, Herman van Swanevelt, Jan Both, Gaspard Dughet et Jean Lemaire. Claude réalise huit tableaux monumentaux, en deux groupes : quatre de format longitudinal (1635-38 : Paysage avec la tentation de saint Antoine, Paysage avec saint Onuphre, Paysage avec sainte María de Cervelló et un quatrième inconnu) et quatre de format vertical (1639-41 : Paysage avec Tobias et l’Archange Raphaël, Le Port d'Ostie avec l'embarquement de sainte Paule, Paysage avec Moïse sauvé des eaux du Nil et Paysage avec l’enterrement de sainte Séraphie). La première série est consacrée aux anachorètes, en raison de la présence de nombreux ermitages dans la région du Buen Retiro, et la seconde à l’Ancien Testament et aux Histoires des Saints, iconographie choisie par le Gaspar de Guzmán, comte-duc d’Olivares .
L’intermédiaire entre le roi et l’artiste est probablement Giovanni-Battista Crescenzi, un aristocrate romain établi à Madrid en 1617 et nommé en 1630 « surintendant des bâtiments et des jardins ». Il est l’un des responsables de la construction du palais du Buen Retiro (1631-1637), et est nommé marquis de la Torre. Crescenzi a connu Claude quand il peignait des fresques pour le palais de sa famille à Rome vers 1627, en collaboration avec Pomarancio.
Ce tableau formait un pendant avec Paysage avec sainte María de Cervelló. De la collection royale, il passe au musée du Prado de Madrid vers 1828, où il est actuellement conservé (nº de catalogue P02258).
Il figure dans le Liber Veritatis, un cahier de dessins où Claude faisait état de toutes ses œuvres pour éviter les falsifications, sous le nombre 32 et où figure l'inscription « per il Re di Spagna », ainsi que « Claudio fecit in V.R ».

## Description et analyse

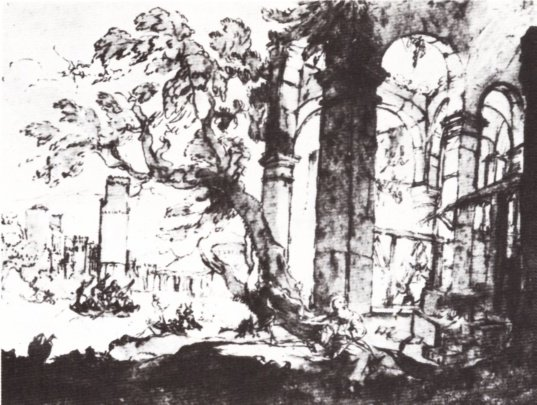
Dessin 32 du Liber Veritatis, correspondant au tableau.

Les œuvres pour le palais du Buen Retiro marquent le début d’une étape de maturité dans la production de Claude. En quelques années, il devient l’un des plus célèbres peintre de paysage d’Europe, honoré par des souverains comme Urbain VIII et Philippe IV : les œuvres peintes pour le monarque espagnol sont les plus monumentales réalisées par l’artiste jusqu’à cette date et leur conception solennelle et majestueuse marque le point culminant de sa production.
Il s’agit d’une scène religieuse qui représente la tentation de saint Antoine le Grand par le diable, selon les récits de saint Athanase d'Alexandrie et de saint Jérôme popularisés dans La Légende dorée du dominicain génois Jacques de Voragine au XIIIe siècle. La tentation de saint Antoine est devenue un thème fréquent dans l’iconographie catholique, représenté par de nombreux peintres importants tels que Jérôme Bosch, Matthias Grünewald, Piero della Francesca, Martin Schongauer, Paul Cézanne, Max Ernst et Salvador Dalí.
Le saint anachorète apparaît dans la partie inférieure centrale du tableau, situé entre des ruines d’aspect classique. Il est entouré de diablotins qui le tourmentent, devant lesquels il implore l’aide de Dieu. Celui-ci semble entendre ses prières : un rayon de lumière, qui illumine le visage du saint, sort d’un nuage dans le coin supérieur droit. Ce rayon divise la composition du tableau en diagonale et en deux zones de luminosité différente : un premier plan plus sombre, correspondant à l’architecture en ruines, et un arrière-plan plus lumineux, où s’étend le paysage. Dans ce second plan ,les diablotins allument des feux, dont la lumière rougeâtre éclaire la zone centrale derrière la figure de saint Antoine. Dans la partie centrale gauche, une rivière est sillonnée par une barque ; au fond, on aperçoit un pont et quelques édifices d’aspect tout aussi délabré. L’arrière-plan est éclairé par la lumière de la lune, de couleur bleu-gris. Il convient de noter que Claude Lorrain n’a pas réalisé de nombreux nocturnes, un motif probablement tiré de l’un de ses maîtres, Agostino Tassi.
Dans cette œuvre, l’artiste, qui préfère la mythologie classique, s’est écarté de sa production habituelle tant par la taille que par le thème, sans doute du fait des exigences de la commande royale. Selon Marcel Roethlisberger, expert de l’artiste, la figure du saint est de facture différente, probablement l’œuvre d’un assistant inconnu de Claude.

Œuvres de Claude Gellée pour le palais du Buen Retiro
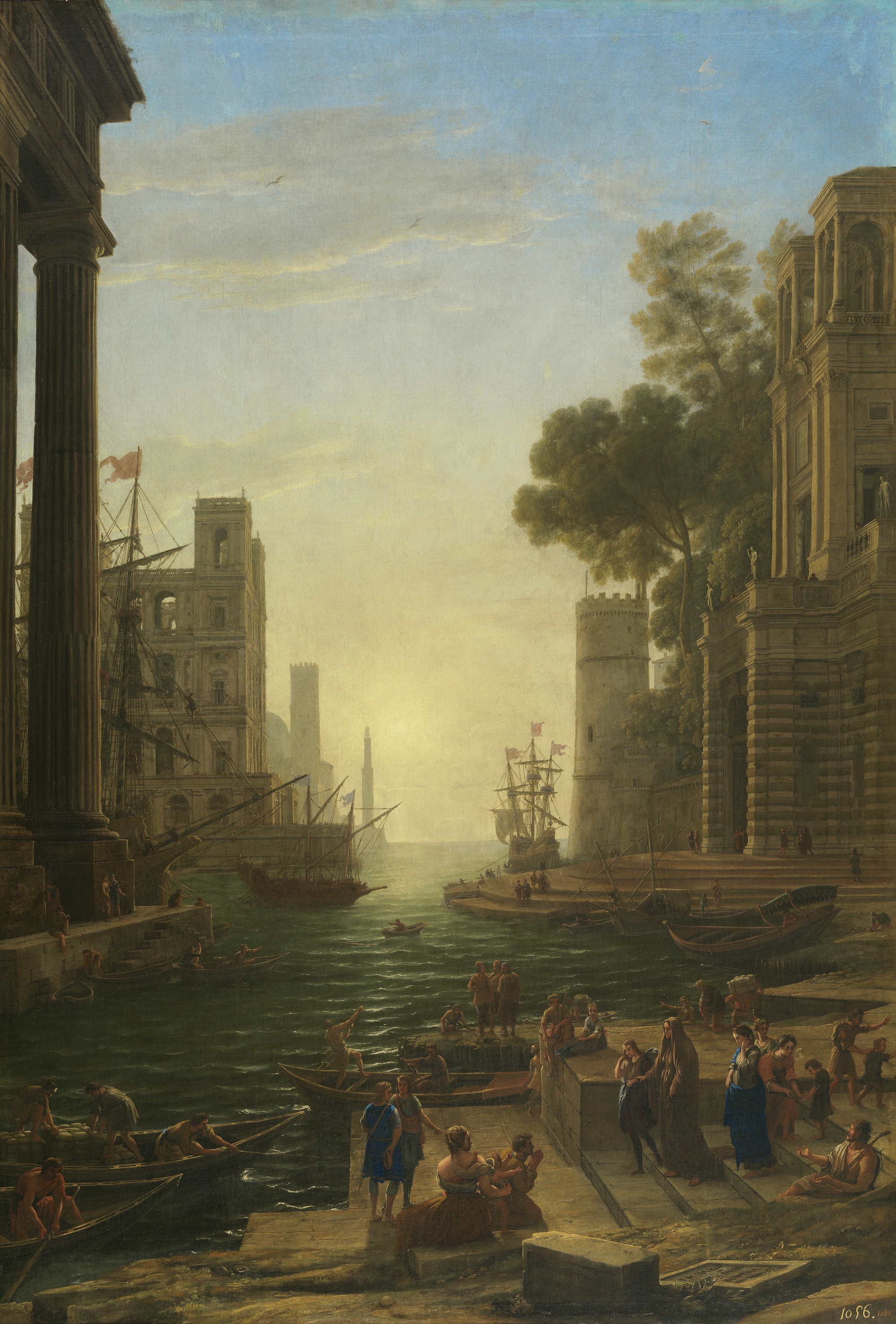
Le Port d'Ostie avec l'embarquement de sainte Paule.
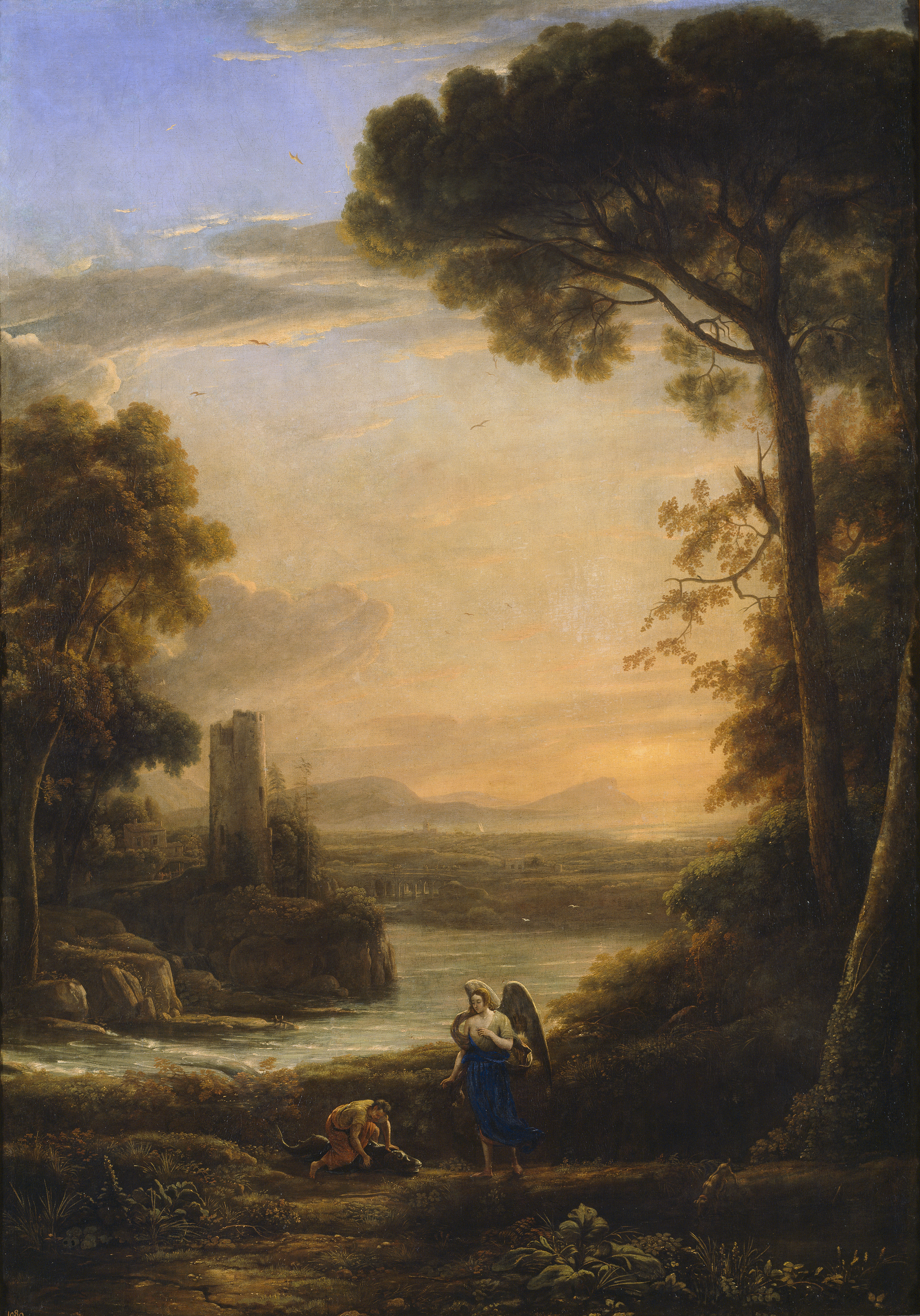
Paysage avec Tobias et l’Archange Raphaël.
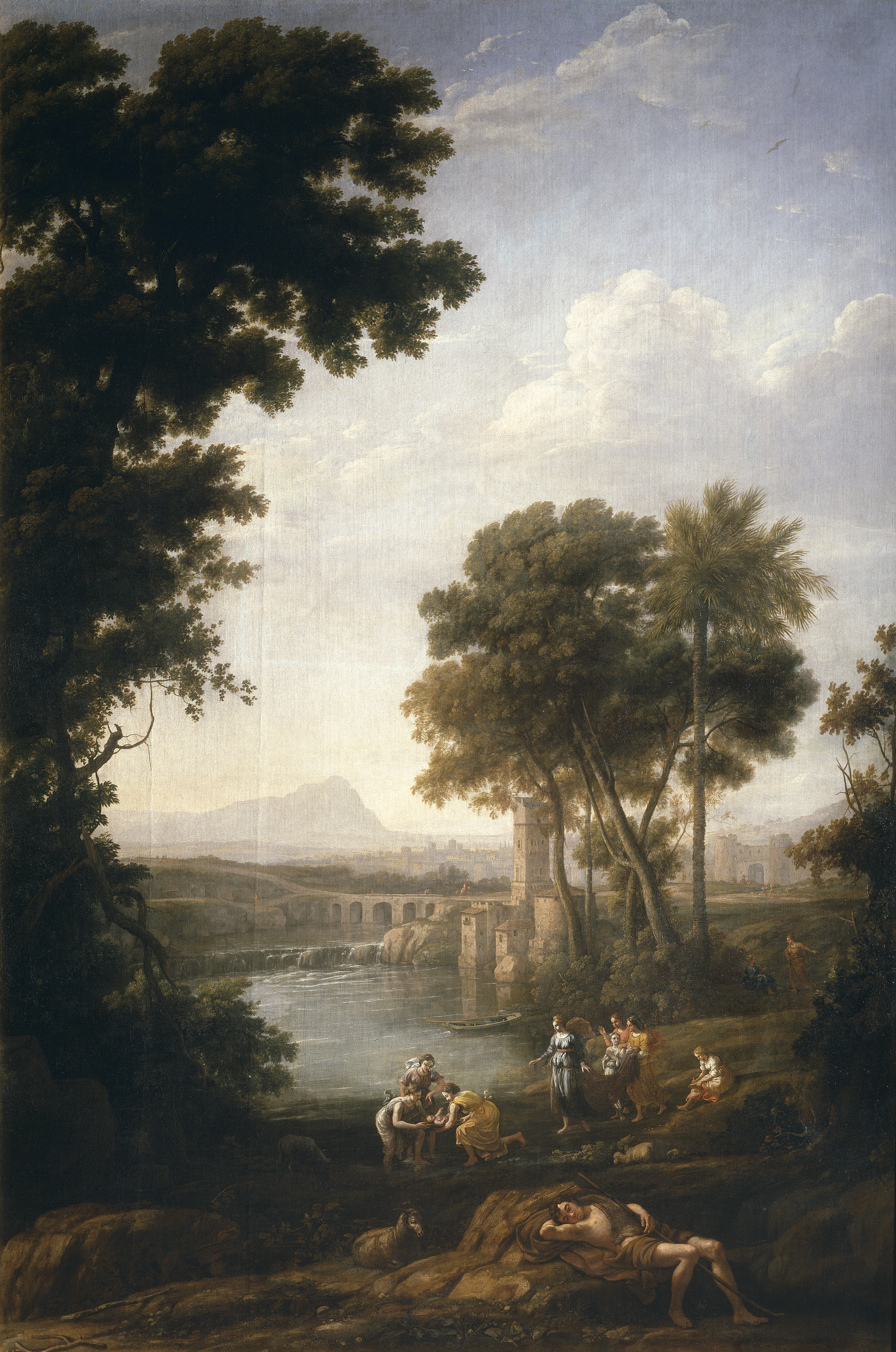
Paysage avec Moïse sauvé des eaux du Nil.
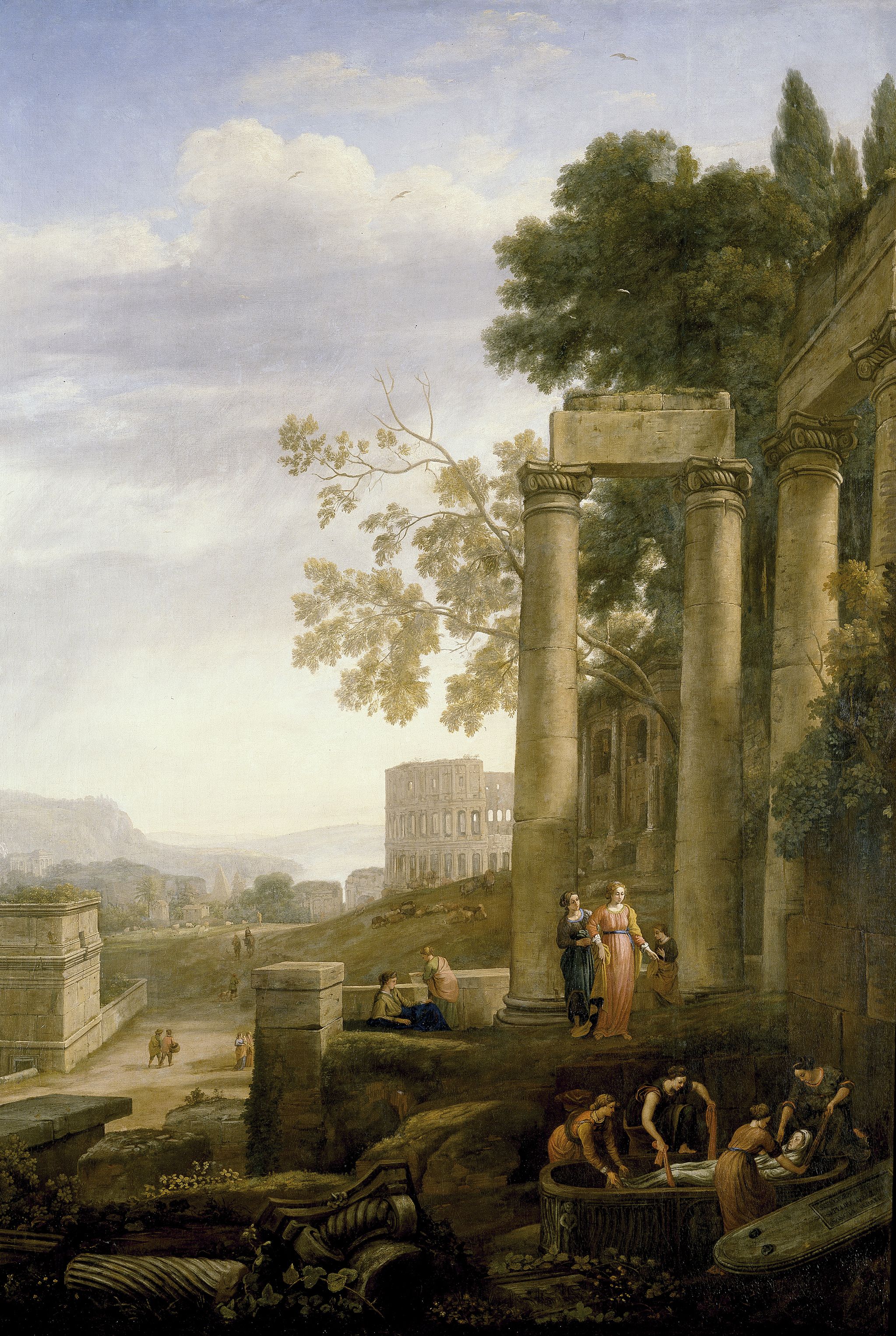
Paysage avec l’enterrement de sainte Séraphie.